# Helymaeus reticollis
Helymaeus reticollis är en skalbaggsart som först beskrevs av Max Quedenfeldt 1888.  Helymaeus reticollis ingår i släktet Helymaeus och familjen långhorningar. Inga underarter finns listade i Catalogue of Life.